# اترکت
اترکت (انگلیسی: EtherCAT)(که مخفف Ethernet for Control Automation Technology است) یک سیستم فیلدباس مبتنی بر اترنت است که توسط Beckhoff Automation اختراع شده‌است. این پروتکل در استاندارد IEC 61158 استاندارد شده‌است و برای نیازهای محاسباتی بلادرنگ سخت و نرم در فناوری اتوماسیون مناسب است. هدف در طول توسعه اترکت استفاده از اترنت برای برنامه‌های اتوماسیونی بود که به زمان‌های کوتاه به‌روزرسانی داده‌ها (که زمان‌های چرخه نیز نامیده می‌شود؛ ≤ ۱۰۰ میکروثانیه) با لرزش ارتباطی کم (برای اهداف هماهنگ‌سازی دقیق؛ ≤ ۱ میکروثانیه) و کاهش هزینه‌های سخت‌افزاری نیاز داشتند.